# Andrew Newell
Andrew Newell (* 30. November 1983 in Bennington, Vermont) ist ein US-amerikanischer Skilangläufer.

## Werdegang
Andrew Newell lebt in Shaftsbury und startet für die Stratton Mountain School. Bei den Juniorenweltmeisterschaften 2001 im polnischen Karpacz wurde er Sechster im Sprint, 42. über 30 Kilometer in der freien Technik und 66. über 10 Kilometer im klassischen Stil. Er debütierte eine Woche vor seinem 18. Geburtstag bei einem Continental-Cup-Rennen in Vernon (48.). Bei den nationalen Meisterschaften 2001 in McCall erreichte er schon den siebten Platz im Sprint, zwei Monate später bei den kanadischen Meisterschaften in Valcartier gewann er die Silbermedaille. In Schonach trat er 2002 erneut bei Juniorenweltmeisterschaften an. Nachdem er in der Sprintqualifikation wie im Jahr zuvor noch Zweiter war, wurde er im Rennen am Ende Achter und belegte über 30 Kilometer in der klassischen Technik den 48. Platz. Ein Jahr später in Sollefteå verlief der Sprint-Wettbewerb bei den Juniorenweltmeisterschaften exakt genauso, nur verbesserte sich Newell am Ende um einen Platz. Über 10 Kilometer in der klassischen Technik erreichte er den 51. Rang. Bei den kurz darauf stattfindenden Nordischen Skiweltmeisterschaften 2003 im Val di Fiemme wurde er bei seinem ersten Start im Sprint 31. Im Rumford gewann er Anfang 2004 erstmals den US-Titel des Sprintmeisters. Bis Mitte Februar trat der junge US-Amerikaner abseits der nationalen und internationalen Titelkämpfe nur in Continental-Cup und FIS-Rennen an. Sein Weltcupdebüt gab er beim Sprint in Stockholm, wo er 43. wurde.
Bei den Nordischen Skiweltmeisterschaften 2005 in Oberstdorf trat er in Sprint (12.) und Teamsprint (14.) an. Bei den nationalen Titelkämpfen in Snow Farm gewann Newell Silber hinter Torin Koos. Mit diesem erreichte er im Teamsprint von Canmore im Dezember 2005 auch erstmals mit Platz neun einen Rang unter den besten Zehn des Weltcups. Im folgenden Januar wurde er im Sprint von Oberstdorf sogar Vierter. Bei den Olympischen Spielen 2006 von Turin begann er sehr erfolgreich und wurde Zweiter der Sprint-Qualifikation. Im Rennen wurde er jedoch nur 16. und im Team-Sprint mit der US-Mannschaft erreichte er den 13. Rang. Im Nacholympischen Sprint von Changchun kam er als Dritter erstmals auf das Podium. Im Sprintweltcup erreichte er den achten Platz. In der Saison 2006/07 kam er bei allen acht Einzelsprintteilnahmen im Weltcup in den Punkterängen und dreimal unter den ersten zehn. Im Februar 2007 belegte er bei den Nordischen Skiweltmeisterschaften 2007 in Sapporo den 13. Rang im Teamsprint und den fünften Platz im Sprint. Bei den US-Meisterschaften in Houghton gewann er hinter Kris Freeman erneut die Silbermedaille. Die Saison beendete er auf den sechsten Platz im Sprintweltcup. In der folgenden Saison kam er im Weltcup dreimal unter den ersten Zehn und erreichte dabei in Lahti den zweiten Platz im Sprint. Im Januar 2008 wurde er in Houghton US-amerikanischer Meister im Sprint. Zum Saisonende errang er den zehnten Platz im Sprintweltcup. Auch in der Saison 2008/09 kam er achtmal in den Punkten und zweimal unter den ersten Zehn. Bei den Nordischen Skiweltmeisterschaften 2009 in Liberec belegte er im Sprint und mit der US-Langlaufstaffel den 12. Rang. In der folgenden Saison holte er mit dem dritten Platz im Sprint in Drammen seine insgesamt dritte Podestplatzierung im Weltcup. Des Weiteren errang er fünfmal eine Top-Zehn-Platzierung und erreichte damit den 19. Platz im Gesamtweltcup und den vierten Rang im Sprintweltcup. Beim Saisonhöhepunkt den Olympischen Spielen 2010 in Vancouver belegte er den 45. Platz im Sprint, den 13. Rang mit der Staffel und den neunten Platz im Teamsprint.
In der Saison 2010/11 erreichte Newell bei allen Sprintrennen die Punkteränge und belegte damit den achten Rang im Sprintweltcup. Bei den Nordischen Skiweltmeisterschaften 2011 in Oslo errang er mit der Staffel den 14. Platz und im Teamsprint und im Sprint den zehnten Platz. Zu Beginn der Saison 2011/12 beendete er die Nordic Opening in Kuusamo auf den 72. Platz. Im weiteren Saisonverlauf kam er zweimal unter den ersten Zehn. Bei den Nordischen Skiweltmeisterschaften 2013 im Val di Fiemme erreichte er den 21. Platz im Sprint, den 14. Rang im Teamsprint und den zehnten Platz mit der Staffel. Beim Weltcup in Davos verpasste er mit dem vierten Rang nur knapp eine Podestplatzierung. Zum Saisonende der Saison 2012/13 beendete er das Weltcupfinale in Falun auf den 38. Platz und erreichte im Sprintweltcup den fünften Rang. Bei den Olympischen Spielen 2014 in Sotschi belegte er den 18. Platz im Sprint und den 11. Rang mit der Staffel. Im folgenden Jahr kam er bei den Nordischen Skiweltmeisterschaften 2015 in Falun im Sprint auf den 17. Rang und im Teamsprint auf den siebten Rang. Bei den Nordischen Skiweltmeisterschaften 2017 in Lahti errang er den 50. Platz über 15 km klassisch und den 21. Platz im Sprint. Im Februar 2018 lief er bei den Olympischen Winterspielen in Pyeongchang auf den 37. Platz im Sprint und auf den 14. Rang mit der Staffel. Bei den Nordischen Skiweltmeisterschaften 2019 in Seefeld in Tirol belegte er den 40. Platz im Sprint.
Bislang (Stand: Saisonende 2018/19) gewann Newell vier Rennen des Australia/New Zealand-Cup, drei Rennen des Nor-Am-Cups und sechs Rennen der US Super Tour.

## Teilnahmen an Weltmeisterschaften und Olympischen Winterspielen

### Olympische Spiele
- 2006 Turin: 13. Platz Teamsprint klassisch, 16. Platz Sprint Freistil
- 2010 Vancouver: 9. Platz Teamsprint Freistil, 13. Platz Staffel, 45. Platz Sprint klassisch
- 2014 Sotschi: 11. Platz Staffel, 18. Platz Sprint Freistil
- 2018 Pyeongchang: 14. Platz Staffel, 37. Platz Sprint klassisch

### Nordische Skiweltmeisterschaften
- 2003 Val di Fiemme: 31. Platz Sprint Freistil
- 2005 Oberstdorf: 12. Platz Sprint klassisch, 14. Platz Teamsprint Freistil
- 2007 Sapporo: 5. Platz Sprint klassisch, 13. Platz Teamsprint Freistil
- 2009 Liberec: 12. Platz Sprint Freistil, 12. Platz Staffel
- 2011 Oslo: 10. Platz Sprint Freistil, 10. Platz Teamsprint klassisch, 14. Platz Staffel
- 2013 Val di Fiemme: 10. Platz Staffel, 14. Platz Teamsprint Freistil, 21. Platz Sprint klassisch
- 2015 Falun: 7. Platz Teamsprint Freistil, 17. Platz Sprint klassisch
- 2017 Lahti: 21. Platz Sprint Freistil, 50. Platz 15 km klassisch
- 2019 Seefeld in Tirol: 40. Platz Sprint Freistil

## Platzierungen im Weltcup

### Weltcup-Statistik
Die Tabelle zeigt die erreichten Platzierungen im Einzelnen.
- 1.–3. Platz: Anzahl der Podiumsplatzierungen
- Top 10: Anzahl der Platzierungen unter den ersten zehn
- Punkteränge: Anzahl der Platzierungen innerhalb der Punkteränge
- Starts: Anzahl gelaufener Rennen in der jeweiligen Disziplin
- Hinweis: Bei den Distanzrennen erfolgt die Einordnung gemäß FIS.

| Platzierung               | Distanzrennen a | Distanzrennen a | Distanzrennen a | Distanzrennen a | Distanzrennen a | Skiathlon Verfolgung | Sprint | Etappen- rennen b | Gesamt | Team c | Team c  |
| Platzierung               | ≤ 5 km          | ≤ 10 km         | ≤ 15 km         | ≤ 30 km         | > 30 km         | Skiathlon Verfolgung | Sprint | Etappen- rennen b | Gesamt | Sprint | Staffel |
| ------------------------- | --------------- | --------------- | --------------- | --------------- | --------------- | -------------------- | ------ | ----------------- | ------ | ------ | ------- |
| 1. Platz                  |                 |                 |                 |                 |                 |                      |        |                   |        |        |         |
| 2. Platz                  |                 |                 |                 |                 |                 |                      | 1      |                   | 1      |        |         |
| 3. Platz                  |                 |                 |                 |                 |                 |                      | 2      |                   | 2      |        |         |
| Top 10                    |                 |                 |                 |                 |                 |                      | 37     |                   | 37     | 9      | 2       |
| Punkteränge               | 6               |                 | 4               |                 |                 |                      | 115    |                   | 125    | 21     | 11      |
| Starts                    | 12              | 7               | 29              | 4               | 2               | 26                   | 140    | 7                 | 227    | 21     | 11      |
| Stand: Saisonende 2019/20 |                 |                 |                 |                 |                 |                      |        |                   |        |        |         |

### Weltcup-Gesamtplatzierungen
| Saison  | Gesamt | Gesamt | Distanz | Distanz | Sprint | Sprint |
| Saison  | Punkte | Platz  | Punkte  | Platz   | Punkte | Platz  |
| ------- | ------ | ------ | ------- | ------- | ------ | ------ |
| 2003/04 | 22     | 102.   | -       | -       | 22     | 53.    |
| 2004/05 | -      | -      | -       | -       | -      | -      |
| 2005/06 | 218    | 25.    | -       | -       | 222    | 8.     |
| 2006/07 | 152    | 35.    | -       | -       | 210    | 6.     |
| 2007/08 | 219    | 36.    | -       | -       | 219    | 10.    |
| 2008/09 | 163    | 47.    | -       | -       | 163    | 15.    |
| 2009/10 | 313    | 19.    | -       | -       | 313    | 4.     |
| 2010/11 | 216    | 36.    | 18      | 74.     | 198    | 8.     |
| 2011/12 | 217    | 42.    | 12      | 85.     | 205    | 16.    |
| 2012/13 | 292    | 29.    | 28      | 70.     | 264    | 5.     |
| 2013/14 | 204    | 39.    | 15      | 83.     | 189    | 15.    |
| 2014/15 | 118    | 53.    | -       | -       | 118    | 18.    |
| 2015/16 | 96     | 62.    | -       | -       | 96     | 27.    |
| 2016/17 | 92     | 66.    | -       | -       | 92     | 28.    |
| 2017/18 | 37     | 86.    | -       | -       | 37     | 43.    |
| 2018/19 | 30     | 99.    | -       | -       | 30     | 51.    |